# Wrzeszczyn
Wrzeszczyn (Duits: Boberrullersdorf) is een dorp in de Poolse woiwodschap Neder-Silezië.

## Bestuurlijke indeling
Vanaf 1975 tot aan de grote herindeling van Polen in 1998 viel het dorp bestuurlijk onder woiwodschap Jelenia Góra, vanaf 1998
valt het onder woiwodschap Neder-Silezië, in het district Jelenia Góra. Het maakt deel uit van de gemeente Jeżów Sudecki en ligt op 9 km ten noordwesten van Jelenia Góra, en 100 km ten westen van de provinciehoofdstad (woiwodschap) Wrocław.

## Geschiedenis
Het oudste document waarin de naam van het dorp wordt vermeld, is het boek Liber fundationis episcopatus Vratislaviensis (vrije vertaling: "boek der belastingen van het bisdom van Wrocław"), geschreven in de jaren 1295-1305 door bisschop Heinrich von Würben. Het dorp wordt hierin genoemd in de gelatiniseerde vorm Urlici villa.
Na de Tweede Wereldoorlog werd het gebied onder Pools bestuur geplaatst en omgedoopt tot Wrzeszczyn, vervolgens etnisch gezuiverd volgens de naoorlogse Conferentie van Potsdam. De Duitse bevolking werd verdreven en vervangen door Polen.

## Naamshistorie
- 1305 Urlici villa
- 1386 Ulrichsdorff, Vlrichsdorff
- 1726 Bibel Ullersdorf, Bober Ullersdorf
- 1816 Ullersdorf-Bober
- 1825 Boberrullersdorf
- 1945 Wrzeszczyn

## Stuwdam
In de jaren 1926-1927 is in Wrzeszczyn een stuwdam gebouwd met een kunstmatig stuwmeer in de rivier de Bóbr, met een oppervlakte van 11 hectare voor de opwekking van waterkracht, De Waterkrachtcentrale heeft twee generatoren met een totaal vermogen van 4,2 MW.